# Oliver Jonas
Oliver Jonas (* 14. Mai 1979 in Neuss) ist ein ehemaliger deutscher Eishockeytorwart, der zuletzt für die Grizzly Adams Wolfsburg aus der Deutschen Eishockey Liga aktiv war. Er wurde 2005 mit den Eisbären Berlin Deutscher Meister und spielte im selben Jahr bei der Weltmeisterschaft für die deutsche Nationalmannschaft.

## Karriere
Der 1,83 m große Goalie verbrachte seine Studienzeit an der Harvard University in Cambridge, Massachusetts, für deren Eishockeymannschaft er im Spielbetrieb der NCAA auflief. Nach der Collegezeit kehrte der Torhüter in seine Heimat zurück, wo er einen Vertrag bei den Eisbären Berlin aus der Deutschen Eishockey Liga unterschrieb.
Jonas absolvierte sein erstes DEL-Spiel mit den Eisbären am 26. Oktober 2001 gegen die München Barons und blieb bis zur Saison 2004/05 in der Hauptstadt. Zudem war er 2002/03 mit einer Förderlizenz für den ETC Crimmitschau ausgerüstet, für die er ein Spiel absolvierte. Mit den Eisbären wurde der Linksfänger zweimal Vorrundenerster, einmal Vizemeister, 2005 gewann er mit der Mannschaft erstmals die Deutsche Meisterschaft. In der Saison 2002/03 gelang Jonas zudem erstmals der Sprung in die deutsche Nationalmannschaft, für die er vier Weltmeisterschaften, einen World Cup und insgesamt 41 Länderspiele absolvierte. Im Mai 2005 wurde Jonas Vertrag bei Eisbären Berlin vorzeitig aufgelöst, woraufhin der Torhüter zur Saison 2005/06 zu den Kölner Haien wechselte.
Im ersten Jahr in Köln stagnierte die Karriere von Jonas etwas, doch trotz der Verpflichtung von Adam Hauser zur Saison 2006/07 gelang Jonas dank guter Leistungen zum Skoda Cup 2007 die Rückkehr in die Nationalmannschaft, für die er auch bei der Weltmeisterschaft 2007 in Moskau zwischen den Pfosten stand. In den Play-offs kam Jonas nicht mehr für die Haie zum Einsatz und wechselte zur Saison 2007/08 zum Ligakonkurrenten die Grizzly Adams Wolfsburg. Am 22. Januar 2009 gab Jonas bekannt, dass er seine Karriere nach der Saison 2008/09 beendet.
Abseits des Eises ist der Harvard-Absolvent Oliver Jonas promovierter Biophysiker mit dem Studienabschluss „Master of Physics“. Seine Dissertation trägt den Titel „Dynamik der Zelladhäsion“. Er ist verheiratet und hat zwei Söhne und eine Tochter. Oliver Jonas ist der Neffe von Torhüterlegende Helmut de Raaf, seine Schwester Isabel Onken spielt in der Landesliga Bayern der Damen beim EHC München als Stürmerin.

## Erfolge und Auszeichnungen
- 2001 ECAC First All-Star Team
- 2001 ECAC Goaltender of the Year
- 2004 Teilnahme am DEL All-Star Game
- 2005 Deutscher Meister mit den Eisbären Berlin
- 2009 Deutscher Pokalsieger mit den Grizzly Adams Wolfsburg